# Hals Kirke
Hals Kirke ligger i Hals Sogn i den tidligere Hals Kommune, som nu indgår i Aalborg Kommune.

## Bygningshistorie
Kirken består af et anseligt langhus med skib og kor i et. I vestenden er et tårn og på sydsiden en tilbygning samt våbenhus. Det menes, at den ældste del af kirken er de to vestligste fag af skibet, som oprindeligt stammer fra senromansk tid, men er så ombygget, at det er svært at finde spor af den oprindelige bygning. Koret er i sengotisk tid bygget som en forlængelse af skibet og i samme bredde. på dette tidspunkt er det oprindelige kor nedbrudt. Der blev samtidigt bygget fem fag krydshvælv. Tårnet er fra samme tid, men er senere forhøjet. I forbindelse med forhøjelsen kom tårngavlene til at vende på tværs af kirken.
Våbenhuset og tilbygningen mod syd menes begge at være opført efter reformationen. Sidebygningen var oprindeligt gravkapel for familien Skeel. Kirkens støttepiller stammer fra en restaurering i 1920.
- Hals Kirke udefra
- Hals Kirke udefra
- Hals Kirke udefra

## Kirkerum og inventar
I det indre fremstår kirken som et langt rum uden opdeling i skib og kor.
Alteret har et panelværk fra 1620. Ovenpå står en efterreformatorisk fløjaltertavle fra 1598. I midterfeltet er et maleri af A. Dorph, Getsemane fra 1899. I fløjene er ældre malerier af korsfæstelsen og opstandelsen. Ved alteret er ophængt et røgelseskar fra 1300-tallet.
Døbefonten er romansk og med løverelieffer. Over den hænger en fontehimmel i barok stil.
Prædikestolen fra renæssancen er i umalet træ med relieffer.
På kirkens venstre sidevæg er ophængt et sengotisk krucifiks.
- Alteret
- Prædikestol
- Døbefont
- Krucifiks
- Orgel

## Eksterne kilder og henvisninger
- Hals

- Wikimedia Commons har flere filer relateret til Hals Kirke
- Hals Kirke Arkiveret 31. januar 2011 hos  Wayback Machine hos nordenskirker.dk
- Hals Kirke hos KortTilKirken.dk